# Gugalanna
En les mitologies mesopotàmiques, Gugalanna (literalment "Gran toro del cel" del sumeri gu = "toro", gal = "gran", un = cel ", -a " de ") era una deïtat sumèria així com una constel·lació coneguda avui com la constel·lació del Taure, un dels dotze signes del zodíac. També ha estat identificat amb Ennugi, déu dels dics i canals, més que amb el toro del cel. Alguns estudiosos consideren que és la mateixa figura.
Gugalanna havia estat el primer marit de la deessa Ereixkigal, la deessa del "regne dels morts", una terra desproveïda de llum. El fill d'Ereshkigal i Gugalanna és Ninazu. Va ser enviat per la deessa Inanna, la germana d'Ereškigall, per venjar-la de Gilgameix, que havia rebutjat les seves propostes sexuals. Gugalanna, "els peus del qual fan tremolar la terra", va ser tanmateix assassinat i desmembrat per Gilgamesh i Enkidu. Inanna va mirar des de dalt de les muralles de la seva ciutat i Enkidu, desafiant la deessa, va agafar les cuixes de Gugalanna i les va mostrar agitant-les davant de la deessa, amenaçant-la que faria el mateix amb ella si aconseguia capturar-la. Per la seva impietat, Enkidu va morir més tard.
En el poema Descens a Irkalla d'Inanna, li diu al guardià, Neti, que baixa a l'inframón per assistir al funeral de "Gugalanna, marit de la meva germana gran Ereshkigal".
En el moment en què es va compondre el mite, l'equinocci de primavera, a causa de la precessió dels equinoccis, no es va produir sota la constel·lació d'Àries, sinó sota la de Taure. Va marcar l'inici de l'any agrícola amb la festa de l'any nou (Akitu, de á-ki-ti-še-gur 10 -ku ₅, o "sembra d'ordi"), una data important a les religions de la Mesopotàmia. La mort de Gugalanna representa l'enfosquiment d'aquesta constel·lació provocat per la llum del sol, amb la qual es va identificar Gilgamesh.